# Flugplatz Weimar-Lindenberg

i7
i11
i13

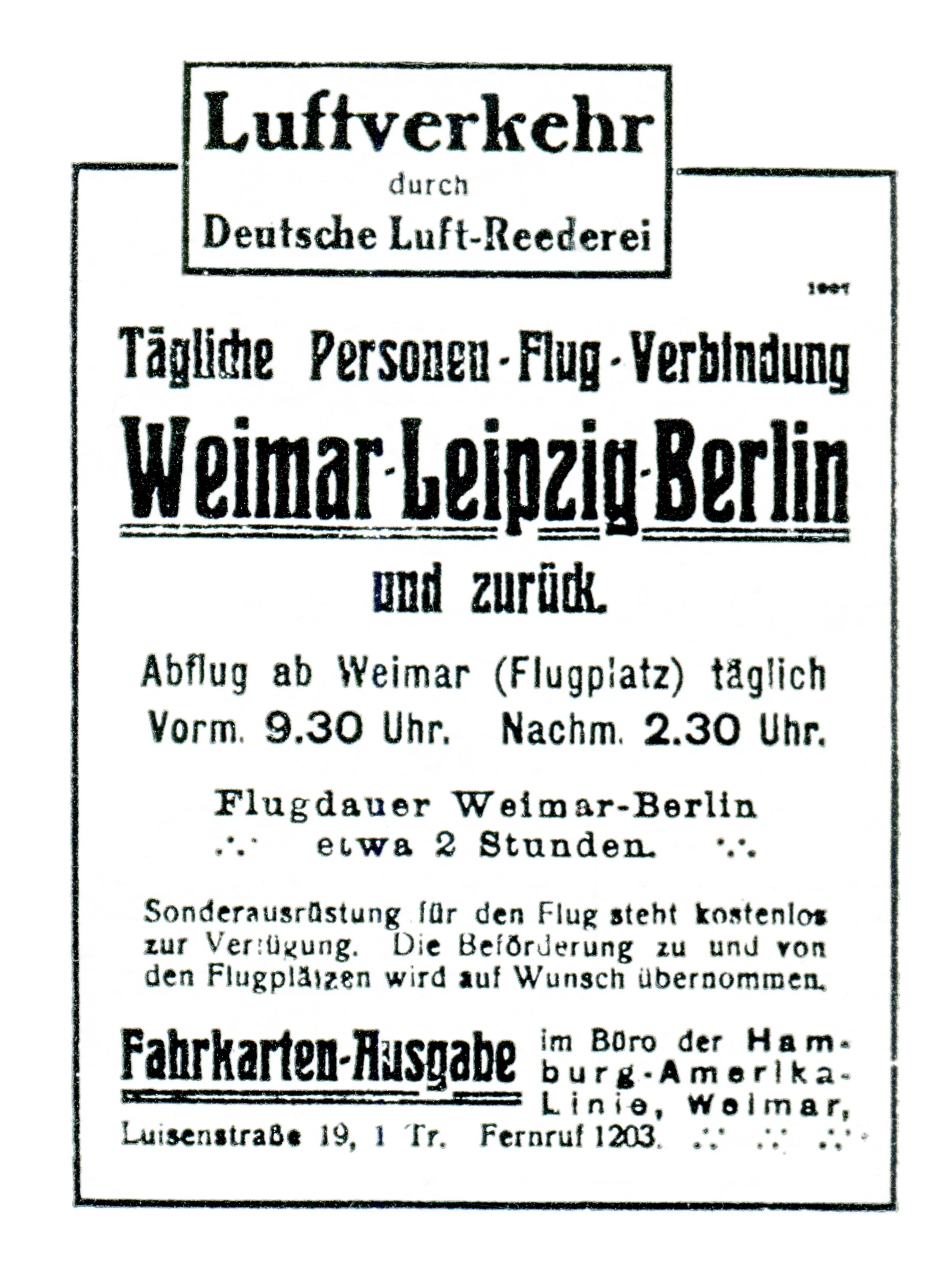
Werbeplakat Deutsche Luft-Reederei Weimar Leipzig Berlin 1919

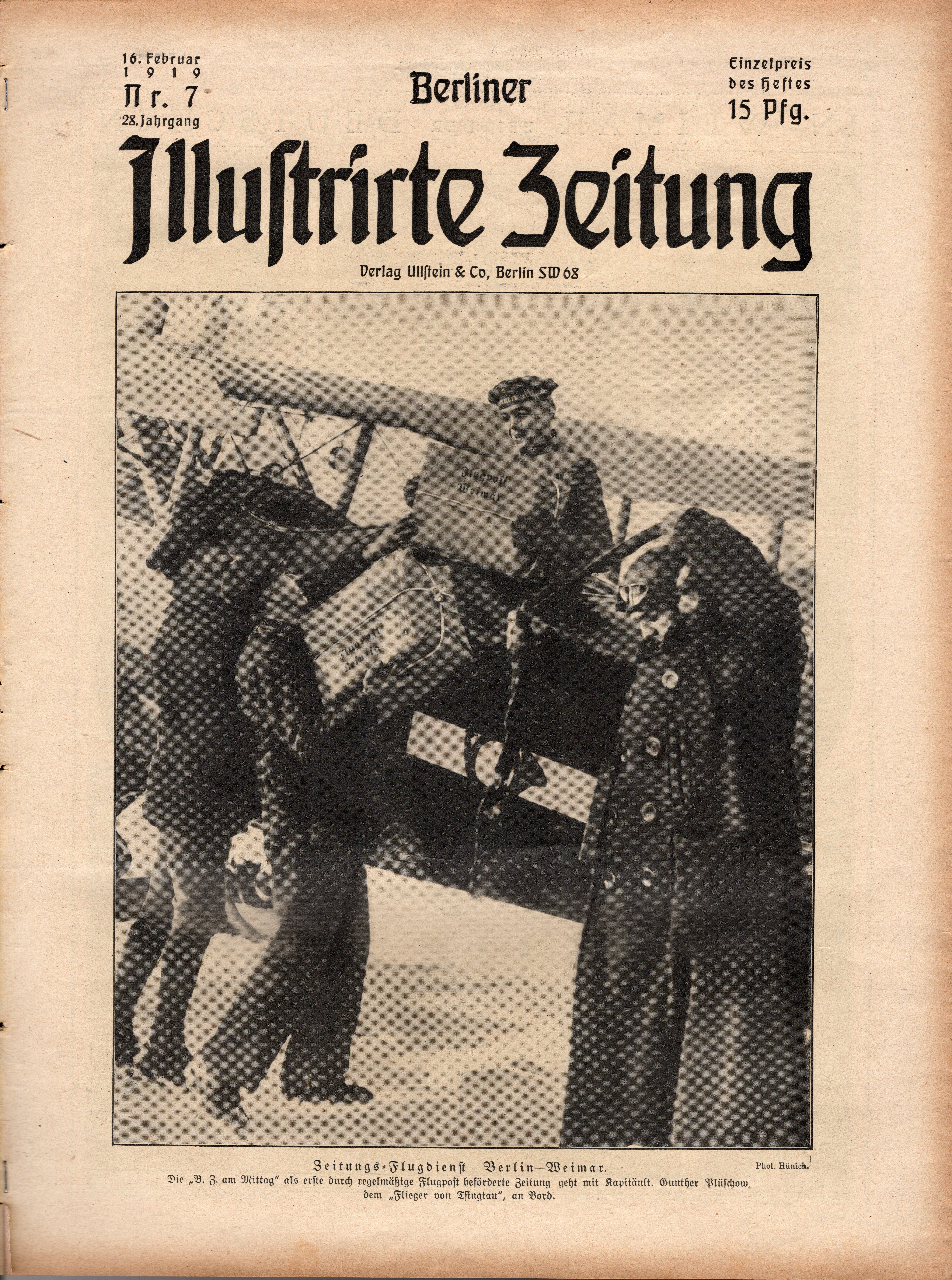
Berliner Illustrirte Zeitung, Nr. 7, 28. Jahrgang, 16. Februar 1919, Zeitungsflugdienst Berlin - Weimar

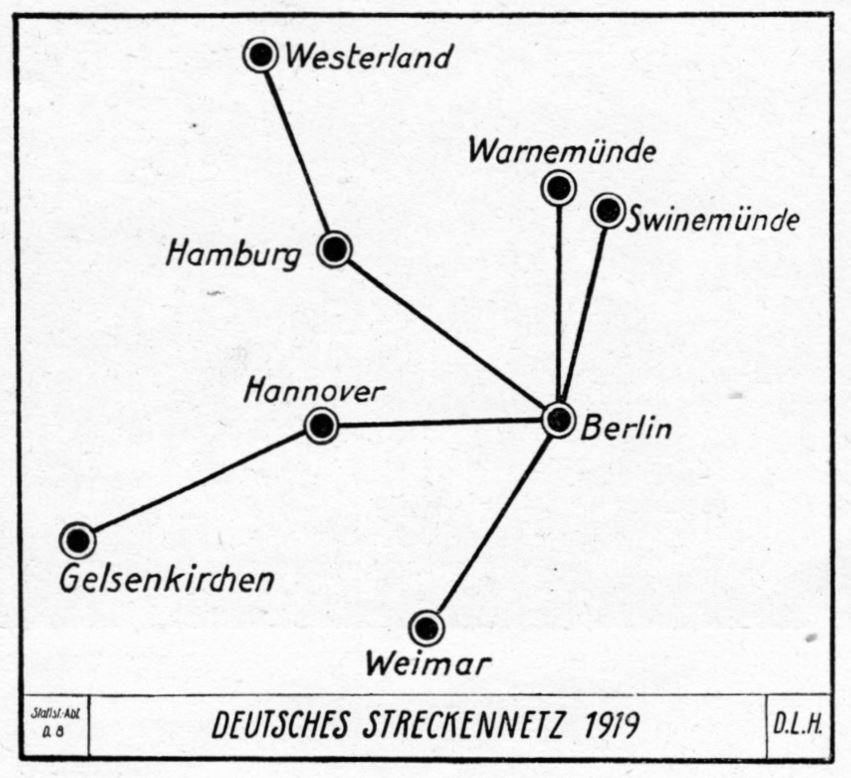
Einbindung von Weimar im Flugstreckennetz Deutschland 1919 (Deutsche Luft-Reederei)

Der Flugplatz Weimar-Lindenberg war ein Flugplatz in der thüringischen Stadt Weimar auf dem Lindenberg. Er war von 1911 bis 1936 in Betrieb. Zwischen dem Flugplatz und der Hauptstadt Berlin (Flugplatz Johannisthal) wurde die erste Fluglinie Deutschlands betrieben.

## Geschichte
Bereits 1909 hatte sich in Weimar der Verein für Luftverkehr e. V. zusammengefunden. Dieser Verein förderte den Aufbau des Flugwesens in Weimar.
Der Flughafen Weimar-Lindenberg, auch Flugplatz „Neunzig Äcker“, wurde am 8. Juni 1911 am Webicht in Weimar eröffnet. Die Förderer des Flugwesens in Weimar Georg Mardersteig, Rechtsanwalt in Weimar und Vorsitzender des Vereins für Luftverkehr e. V., und Großherzog Wilhelm Ernst weihten den Flughafen am Lindenberg ein.
Um 1910 wurde ein damals teilweise unbefestigter Weg, der von Oberweimar zum Flugplatz führte, in „Am Flughafen“ benannt. Am 5. Februar 1962 wurde die Straße nach der Sportanlage am Lindenberg in „Am Sportplatz“ umbenannt.
In der Nähe des ehemaligen Flughafens wurde am 10. Juni 2015 die Benennung einer neuen Straße in „Am alten Flughafen“ beschlossen. Mit diesem Straßennamen soll an den von 1911 bis 1936 bestehenden Flugplatz am nahe gelegenen Webicht und an die vielfältigen Traditionen im Bereich der Entwicklung der Fliegerei in Weimar erinnert werden.
Am 5. Februar 1919 wurde eine zivile Fluglinie mit täglich zwei Flügen zwischen Berlin und Weimar in Betrieb genommen. Ein Doppeldecker der Deutschen Luftreederei (DLR) mit dem Pilot Gunther Plüschow brachte Exemplare der Vossischen Zeitung und 4000 Exemplare (ca. 120 kg) der Zeitung B.Z. am Mittag nach Leipzig und Weimar. Die BZ am Mittag war die erste europäische Zeitung auf dem Wege der Luftpost befördert wurde und so ihren Lesern in Leipzig und Weimar bis dahin zu ungewöhnlich früher Stunde zuflog. Weitere Piloten zwischen Weimar und Berlin waren Alfred Keller und Ernst Udet. Seit dem 8. Februar 1919 konnten die ersten Passagiere (Abgeordnete der deutschen Nationalversammlung) die Fluglinie nutzen. Sie gilt als der Auftakt der zivilen Luftfahrt in Deutschland. Die zivile Fluglinie Weimar–Berlin ist die erste mit Flugzeugen betriebene Fluglinie Deutschlands. Der Flughafen wurde sowohl von Luftschiffen als auch dem Motorflug genutzt. Der Flughafen wurde von verschiedenen Luftverkehrsunternehmen angeflogen, um im Zusammenhang mit der Regierung Luftpost zu befördern. Mit dabei waren die Deutsche Luftreederei (DLR), ein Vorläufer der Lufthansa, und auch der Junkers Luftverkehr. 1921 wurde die unrentabel gewordene Fluglinie wieder eingestellt.
Im Februar 1919 wurde die militärische Fliegerabteilung 423 (ab Juli 1919 Artillerie-Flugstaffel-116) zum Schutz der Nationalversammlung nach Weimar verlegt. Über 20 Personen Flugpersonal (meist Offiziere) und über 100 Personen technisches und weiteres Personal gehörten der Fliegerabteilung 423 an. Die Fliegerabteilung 423 wurde nach der Novemberrevolution 1918 als Freiwilliges-Landesjägerkorps bei Paderborn gegründet und unterstand der Reichsregierung. 15 Flugzeuge (Fokker D.VII und LVG C-VI) wurden in Weimar stationiert. Viele Fotos sind im Nachlass eines der Flieger (Leonard Rempe) aus dieser Zeit erhalten und wurden in der Zeitschrift Propellerblatt Nr. 47 Jahrgang 2021 publiziert.
Mannschaften des Ballspielclub (BC) Vimaria, 1903 in Weimar gegründet, spielten Fußball gegen Mannschaften der Flieger.
Bis 1936 diente der Flugplatz als Schulungsflugplatz der Weimarer Ingenieurschule.
Die Infrastruktur des Flughafens bestand aus einem Tower-Gebäude, das heute noch existiert, Flugzeughallen, die 1981 abgerissen wurden und einem Flugfeld mit einer Graspiste. Neben dem Flughafen gab es ein Hotel mit Autogaragen.
Der Hoffotograf Louis Held fotografierte den Flughafen und seine Flugzeuge.
1936 wurde der Flugplatz am Webicht geschlossen.

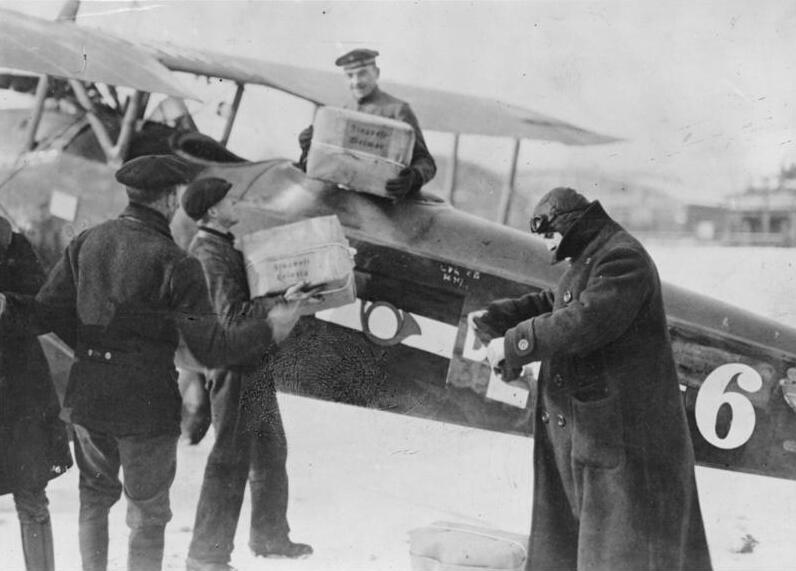
Luftposttransport zwischen Berlin und Weimar im Februar 1919
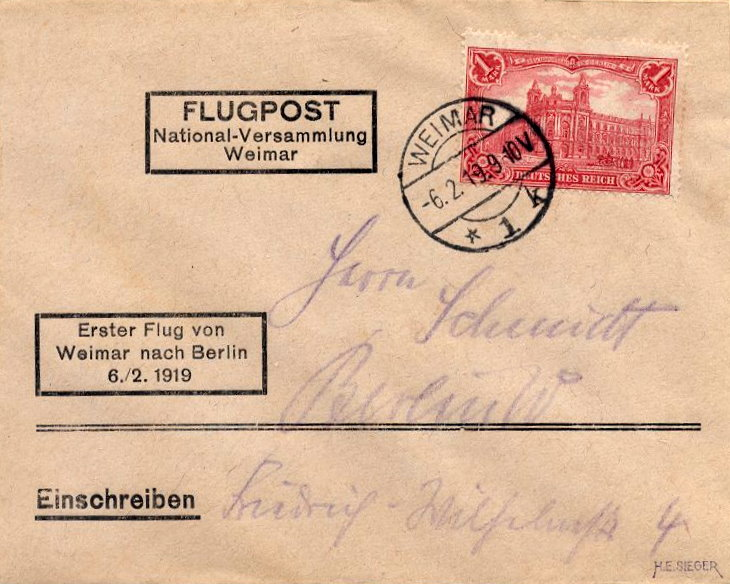
Von H. E. Sieger auf der von der Weimarer Nationalversammlung genehmigten Luftpost-Linie Weimar–Berlin versandter und von der DLR beförderter Ersttagsbrief vom 6. Februar 1919
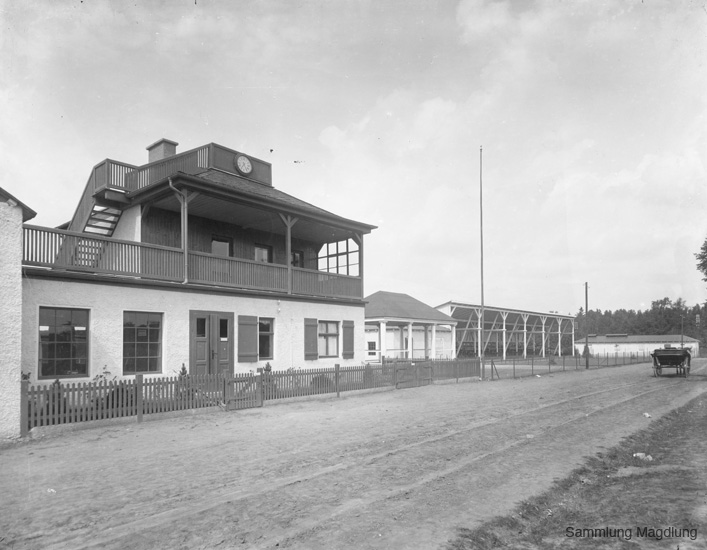
Tower des Flugplatzes Weimar-Lindenberg (um 1915)
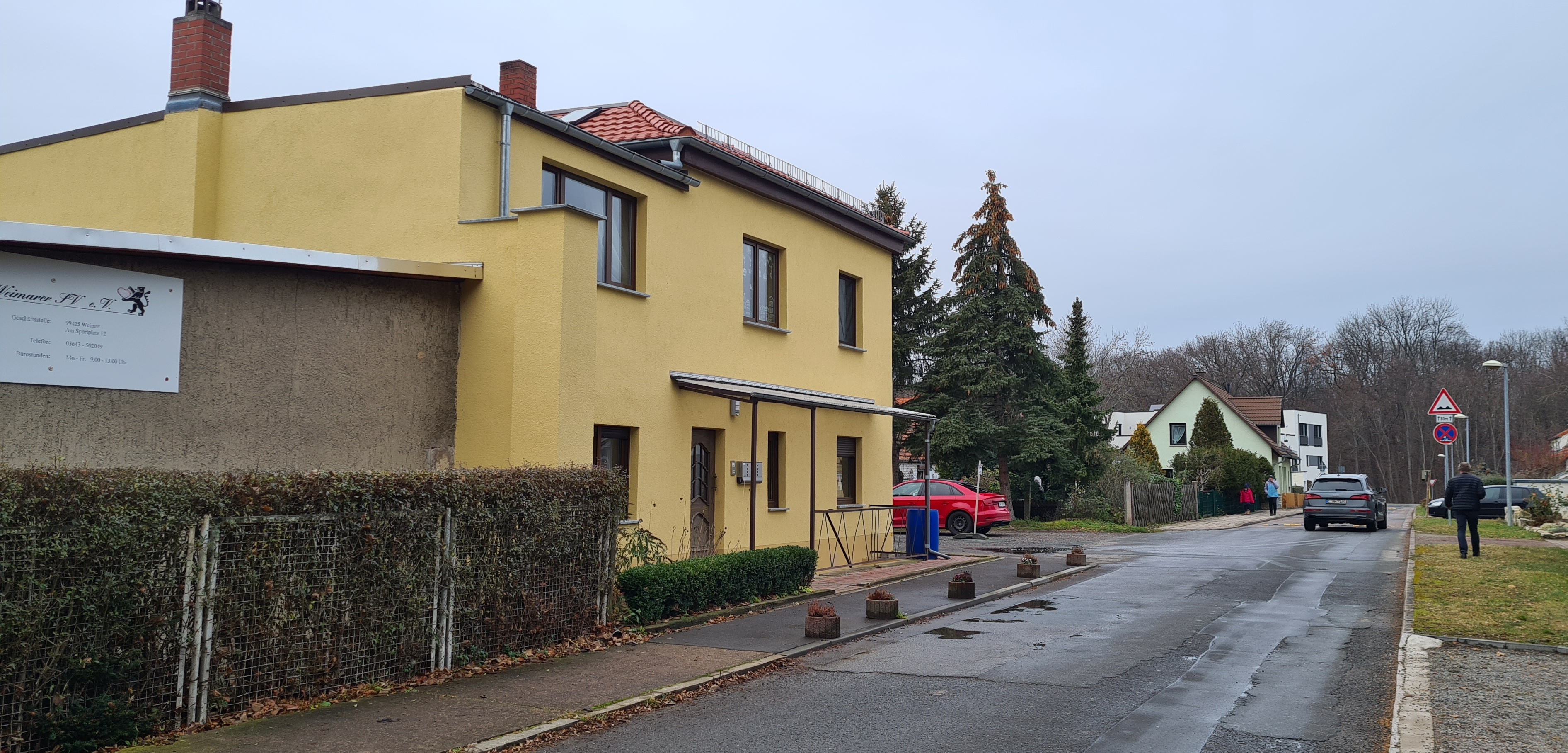
Erhaltener ehem. Tower des Flugplatzes Weimar-Lindenberg in der Straße „Am Sportplatz“ (2020)
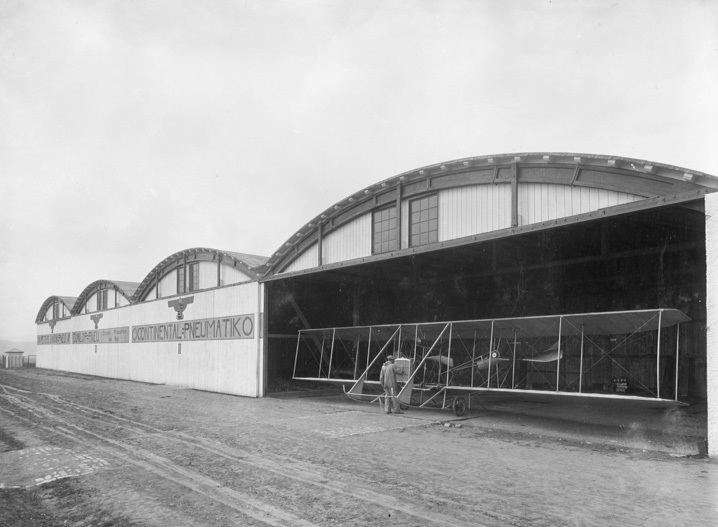
Flugzeughallen Flugplatz Weimar-Lindenberg (1911)
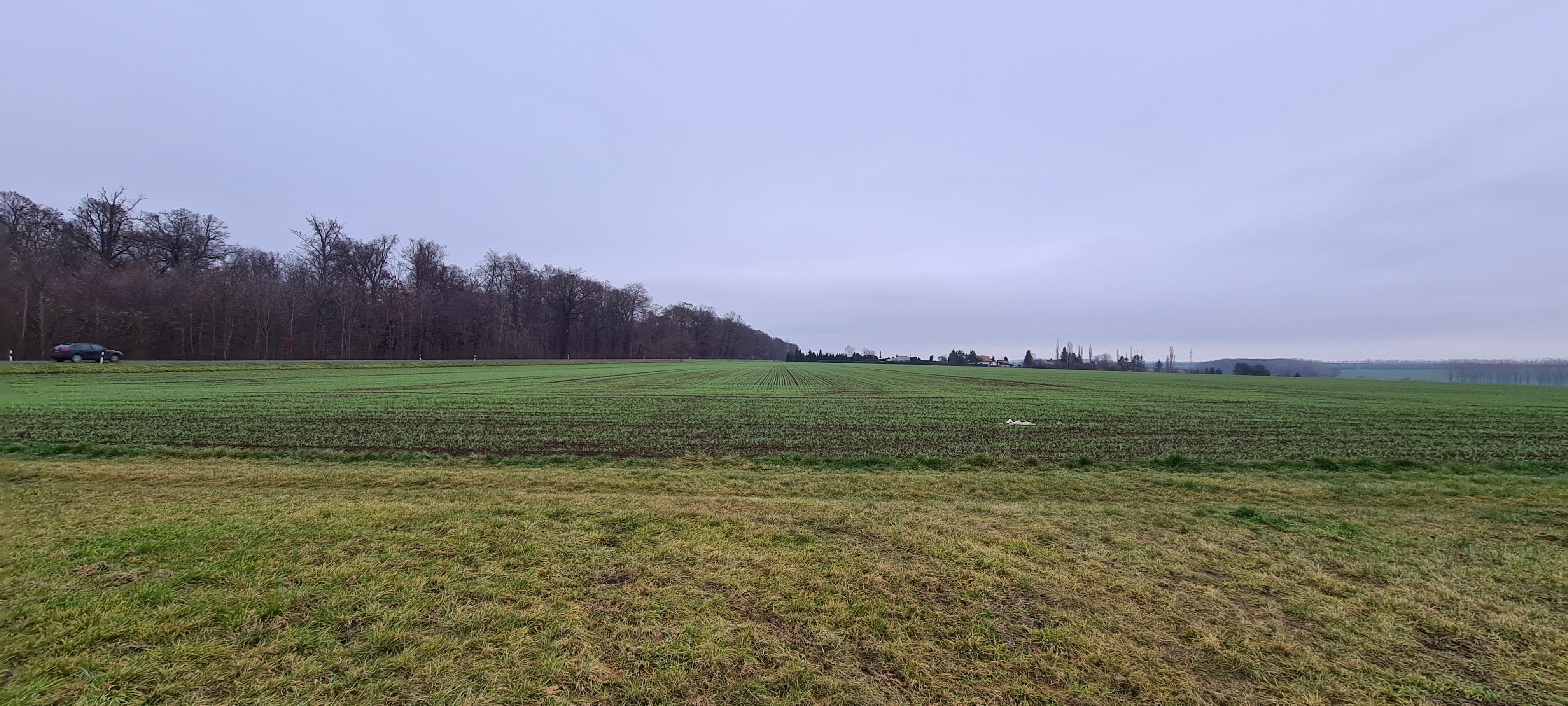
Blick aus Richtung des ehem. Towers auf das ehemalige Flugfeld des Flugplatzes Weimar-Lindenberg
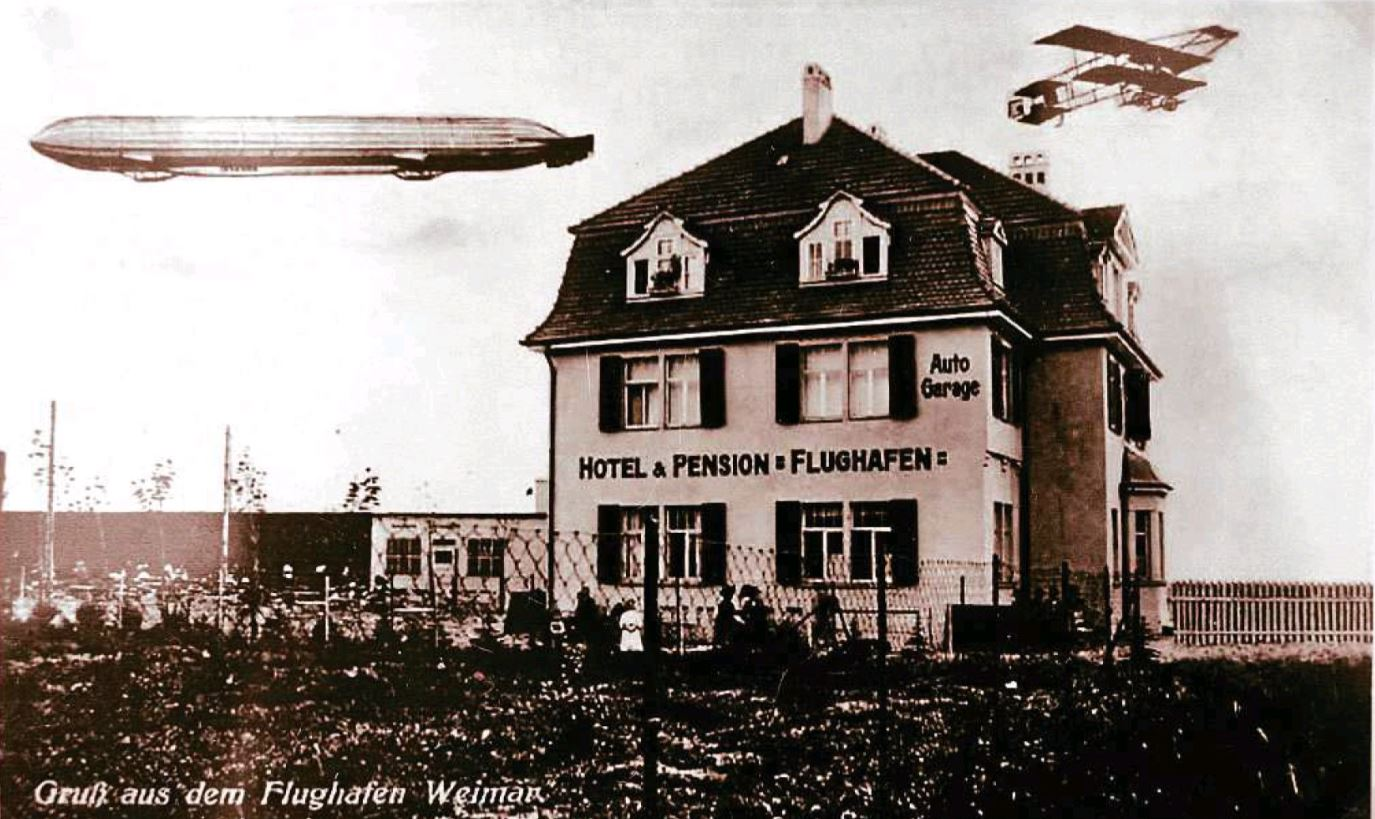
Flughafenhotel am Lindenberg 27, 99425 Weimar (1919)
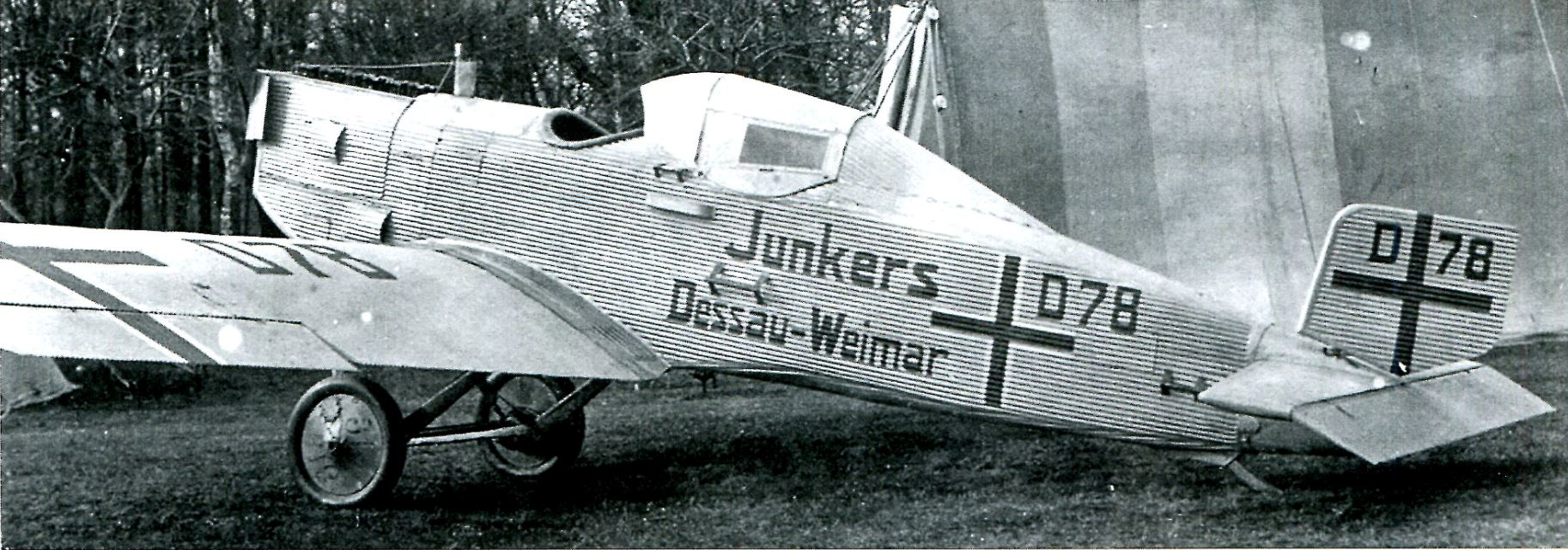
Junkers Junkers CL.I mit Kabinenaufsatz – zivil genutzt durch die Junkers Luftverkehrs AG auf der Strecke Dessau-Weimar (um 1920)
Veranstaltung der Ingenieurschule Weimar am Flugplatz, im Hintergrund die große Flugzeughalle an der Jenaer Straße (zwischen 1932 und 1935)